# Yves Lambert
Pour les articles homonymes, voir Lambert.
Yves Lambert, né le 16 mars 1946 à Marsais (Charente-Maritime) et mort le 28 août 2006, est un sociologue français, spécialisé dans la sociologie des religions.

## Biographie
Ingénieur agronome, diplômé en sociologie, Yves Lambert entame sa carrière en 1971 en se penchant sur la sociologie du monde rural à l'Institut national de la recherche agronomique. Il y devient directeur de recherche en 1985.  La même année, il publie une thèse sous le titre « Dieu change en Bretagne » qui est devenue un classique de la sociologie des religions, montrant l'importance des phénomènes religieux et leurs mutations au cours de la seconde moitié du XXe siècle à travers une « ethnosociologie du catholicisme ordinaire » appliqué à une localité bretonne.
À la suite de ces travaux, Yves Lambert approfondit de manière plus systématique les croyances et pratiques des jeunes générations, devenant le spécialiste français incontesté des enquêtes européennes sur les valeurs. Combinant analyse qualitative et expertise de quantitativiste, il compare les évolutions simultanées dans les différents pays. Se consacrant désormais essentiellement à la sociologie des religions, il préside de l’Association française de sociologie religieuse (AFSR) de 1992 à 1998. Il rejoint le CNRS en 1993 et, en 1995, se lie au groupe mixte de recherches EPHE-CNRS en sociologie des religions et de la laïcité fondé par Jean Baubérot (le laboratoire GSRL). Il se spécialise dans l'évolution des croyances et pratiques religieuses et établit des outils de recherche et de comparaison afin de mesurer cette évolution.
Formateur de nombreux chercheurs dans sa discipline, auteur de nombreux articles dans des revues tant spécialisées (Revue Française de Sociologie, Social Compass (en), Journal of Contemporary Religion (en), Sociology of Religion (journal) (en)…) que grand public (Futuribles, Sciences Humaines), on lui doit plusieurs ouvrages de référence : Dieu change en Bretagne. La religion à Limerzel de 1900 à nos jours (1985) et La naissance des religions. De la préhistoire aux religions universalistes, somme de sociologie comparée des religions à laquelle il se consacre après l'annonce du cancer de la moelle osseuse qui l'emportera 12 ans plus tard. Yves Lambert habitait à La Hilais.